# Roots of Heaven

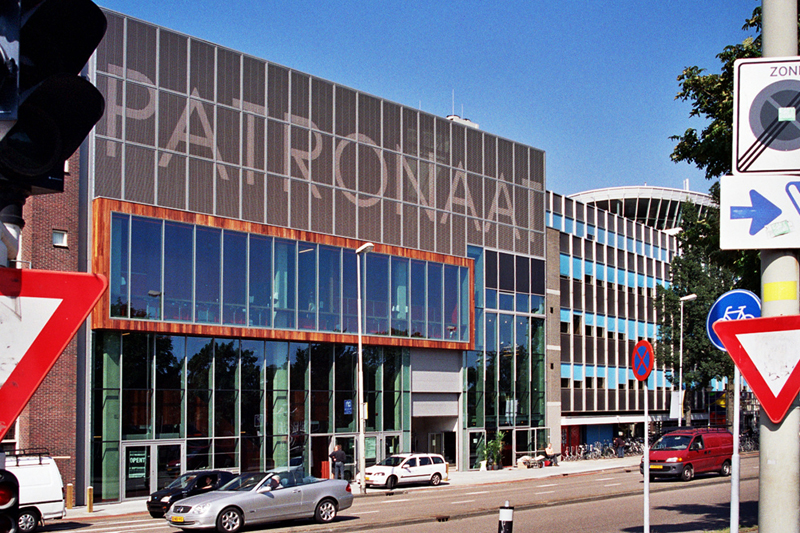
Vanaf Roots of Heaven VI vond het festival plaats in het nieuwe pand van Patronaat

Roots of Heaven is een muziekfestival voor roots, folk, country, blues en americana, dat wordt gehouden in Patronaat in Haarlem.
De eerste aflevering vond plaats op zondag 27 april 2003, een dag na het vierde Blue Highways festival in Utrecht. De vier acts hadden de avond daarvoor ook in Utrecht op de planken gestaan. In de volgende vijf jaar groeide Roots of Heaven uit tot een zelfstandig festival met rond de tien acts in twee zalen. De negende aflevering op 10 november 2007 was voorlopig de laatste in deze vorm. Vanaf 2 oktober 2008 wordt het festival in kleinere vorm voortgezet als Roots of Heaven presents. In 2017 werd de tiende aflevering georganiseerd op 12 februari 2017.
Achter in de zalen van Patronaat bevindt zich een bar, waardoor bij optredens soms een hinderlijk geroezemoes ontstaat. Fred Eaglesmith reageerde daar tijdens zijn optreden in 2006 op met het verhaal dat hij onderzoek heeft laten doen naar wie door de optredens heen staan te praten. Na een half jaar kwam het antwoord: “The people who come to shows and don’t listen and just talk, are chronic masturbaters”, waarop de zaal met gejuich antwoordde.
In de lobby verkoopt Americana-distributeur Lucky Dice-cd’s die de bezoekers door de artiesten kunnen laten signeren.
Programmeur Jeroen Blijleve van het Patronaat was in 2006 verantwoordelijk voor het programma van Roots of Heaven. Hij wilde met zijn festival een ander publiek aanspreken dan Take Root en Blue Highways, die volgens hem heel strikt kiezen voor de traditionele hoek.

## Afleveringen
Optredens vinden plaats in: g = grote zaal; k = kleine zaal; c = café.

### Roots of Heaven
zondag 27 april 2003
- Porter Hall, Tennessee (USA)
- Johnny Irion & Sarah Lee Guthrie (USA)
- Beaver Nelson (met Scrappy Jud Newcomb) (USA)
- Mary Gauthier (USA)

### Roots of Heaven II
zaterdag 3 april 2004
- Johnny Dowd (USA)
- Friends of Dean Martinez (USA)
- Jennie Stearns (USA)
- Sarah Harmer (CAN)

### Roots of Heaven III
zondag 10 oktober 2004
- Brian Webb (met BJ Baartmans) (USA/NL) k
- Darrell Scott & Suzi Ragsdale (USA) g
- Beaver Nelson & Scrappy Jud Newcomb (USA) k
- Chris Knight (USA) g
- Boris McCutcheon (USA) k
- Giant Sand (USA) g
- Rod Picott & Eleanor Whitmore (USA) k
- Slaid Cleaves (USA) g

### Roots of Heaven IV
zondag 1 mei 2005
- Ruthie Foster (USA)
- Jesse Dayton (USA)
- Mia Doi Todd (USA)
- Jason Ringenberg (USA)
- Ben Weaver & Band (USA)
- Shannon Lyon (CAN)
- Smutfish (NL)
- Jake Brennan & The Confidence Men (USA)
- Terri Binion (USA) & Marjolein van der Klauw (aka Powderblue) & Stephan Jankowski (Watchman)(3xNL)

### Roots of Heaven V
zondag 6 november 2005
- Eric Taylor (USA) g
- Jon Dee Graham (USA) k
- Dave Doughman (USA) c
- Greg Trooper (USA) g
- Big Low (NL) k
- Brother Flower (NL) c
- Jackie Leven (Scot) g
- Elliot Brood (Can) k
- Grey DeLisle (USA) g
- Shane Alexander (USA) k
- Danny Schmidt (USA) c
- South San Gabriel (USA) g
- Peter Case en Michael Weston King (UK) k
- The Yearlings (NL) c
- Hackensaw Boys (USA) g

### Roots of Heaven VI
zondag 14 mei 2006
- Boris McCutcheon & The Saltlicks (USA) g
- Tim Easton (USA) k
- The Gourds (USA) g
- Smutfish (NL) k

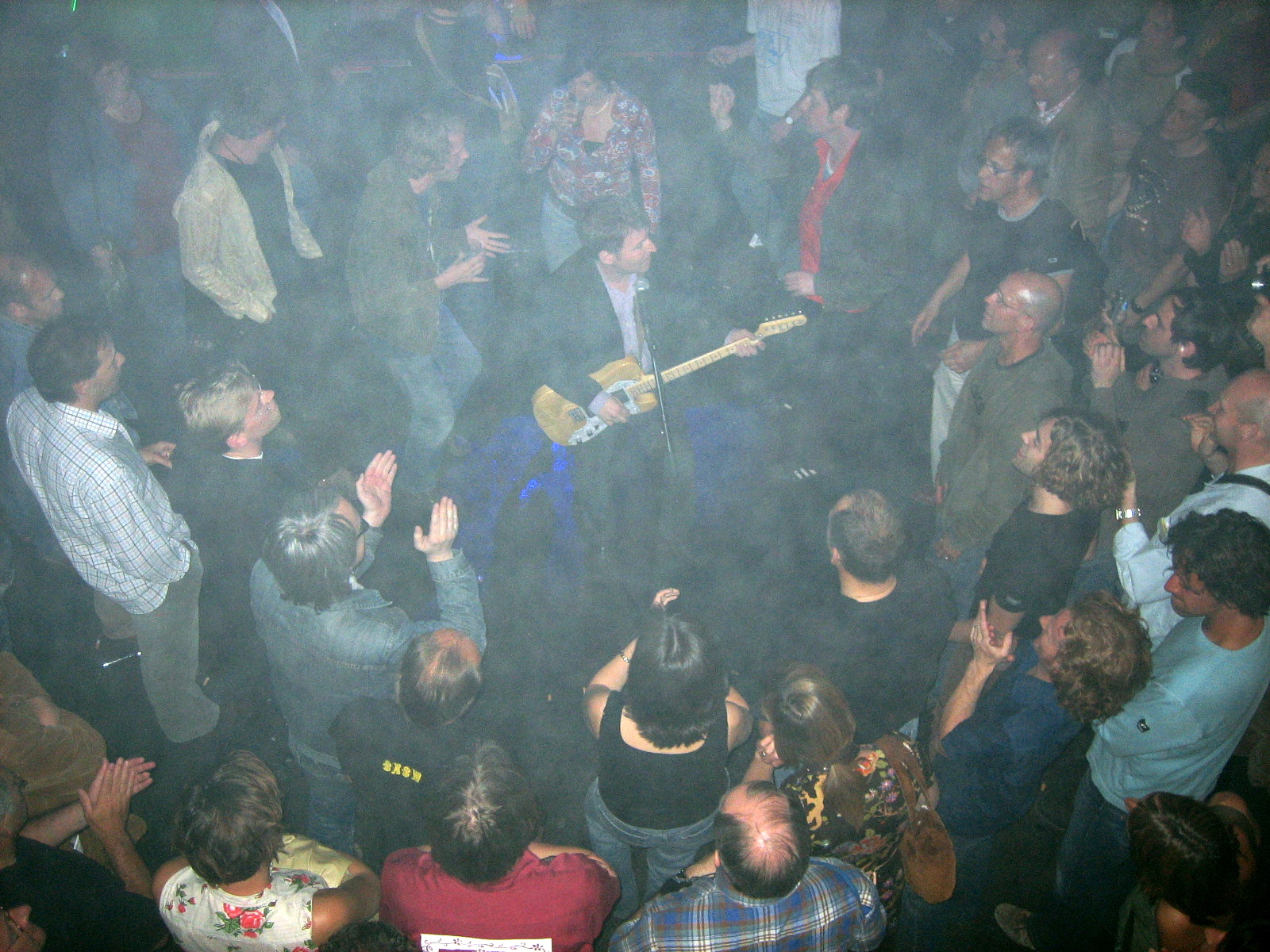
Steve Wynn

- Stuart A. Staples & Band (UK) (voorheen Thindersticks (UK)) g
- Kevn Kinney (USA) k
- Iron & Wine (met Calexico) (USA) g
- Tracy Bonham (USA) k
- Calexico (USA) g
- Steve Wynn & The Miracle 3 k (USA)

### Roots of Heaven VII
zondag 26 november 2006
- El Pino and the Volunteers (NL) g
- Damien Jurado (USA) k
- Tandy (USA) g
- Ben Weaver (USA) k
- Mary Gauthier (USA) g
- Ane Brun (Swe)
- Fred Eaglesmith & Band (Can) g

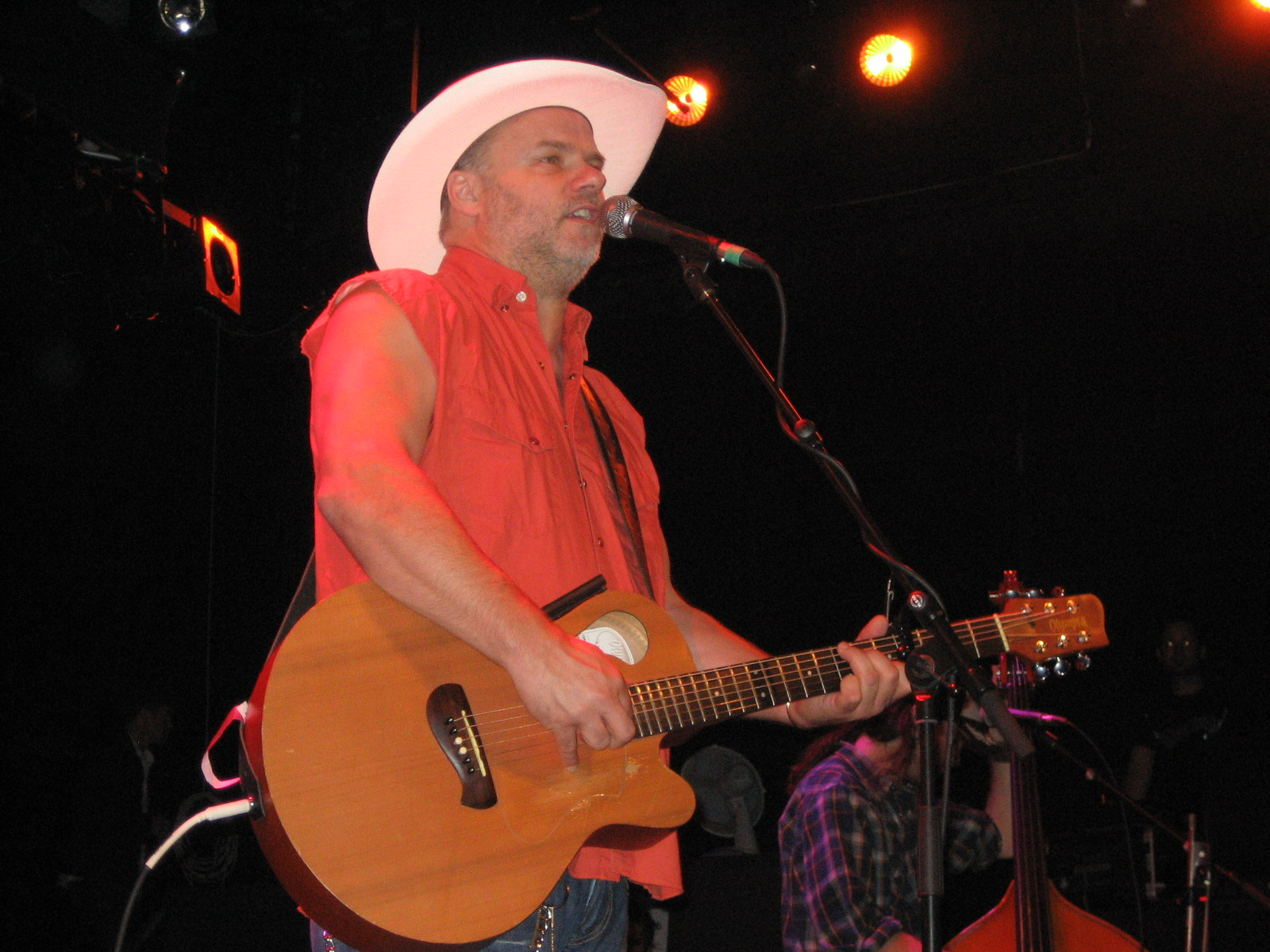
Fred Eaglesmith

- The Resentments: Jud Newcomb, Stephen Bruton, Bruce Hughes & John Chipman (USA) k
- Wovenhand (USA) (met David Eugene Edwards, voorheen 16 Horsepower) g
- Cracker (USA) k

### Roots of Heaven VIII
zondag 13 mei 2007
- Duane Jarvis (USA) k
- The Sadies (USA) g
- Whip (USA) k
- Richmond Fontaine (USA) g
- Rosie Thomas (USA) k
- Do-The-Undo (NL) g
- Herman Düne (CH/F) k
- Denison Witmer (USA) c
- Magnolia Electric Co. (USA) g
- Elliott Brood (CAN) k

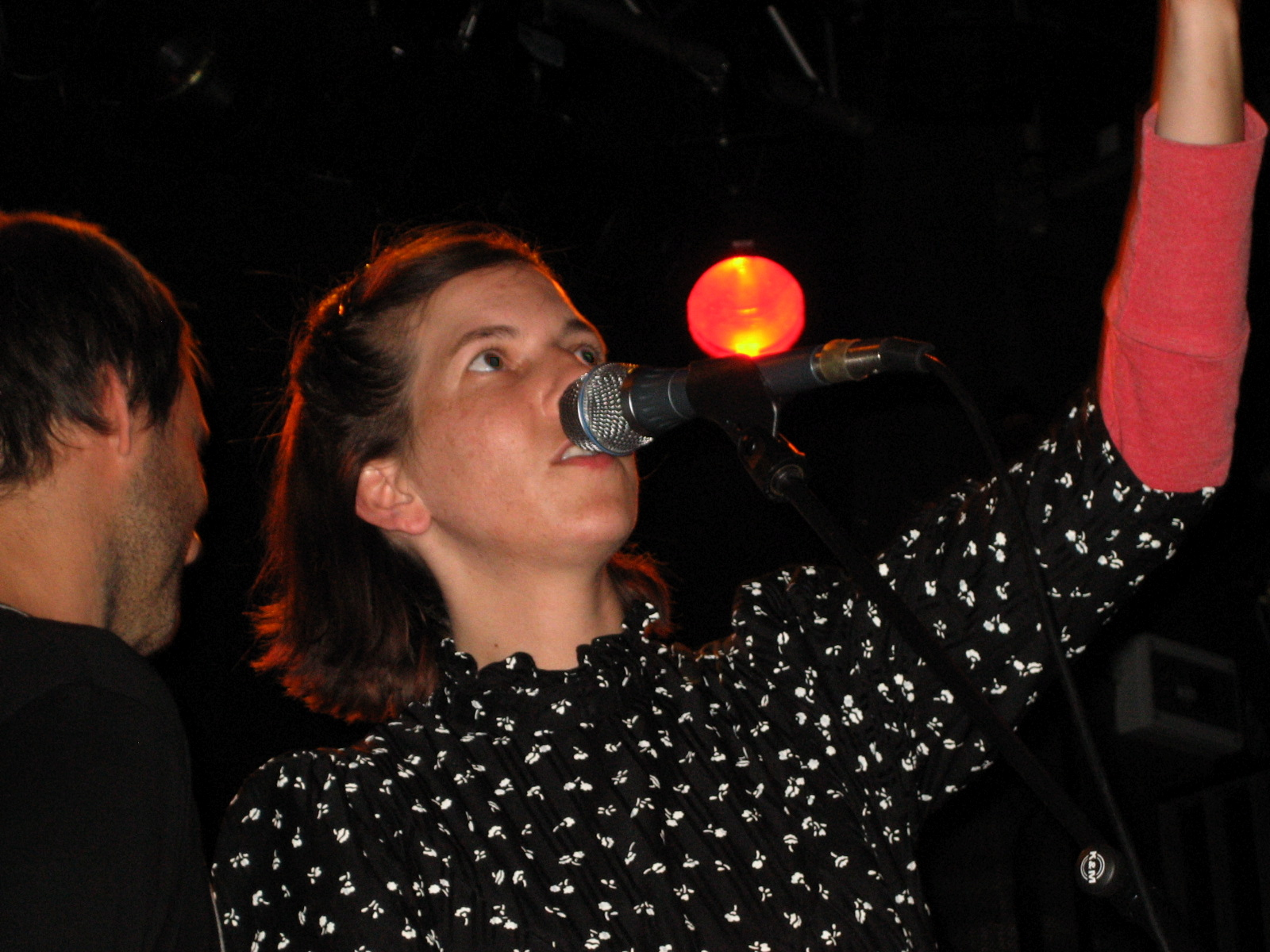
Rosie Thomas

- David Childers & the Modern Don Juans (USA) g

### Roots of Heaven IX

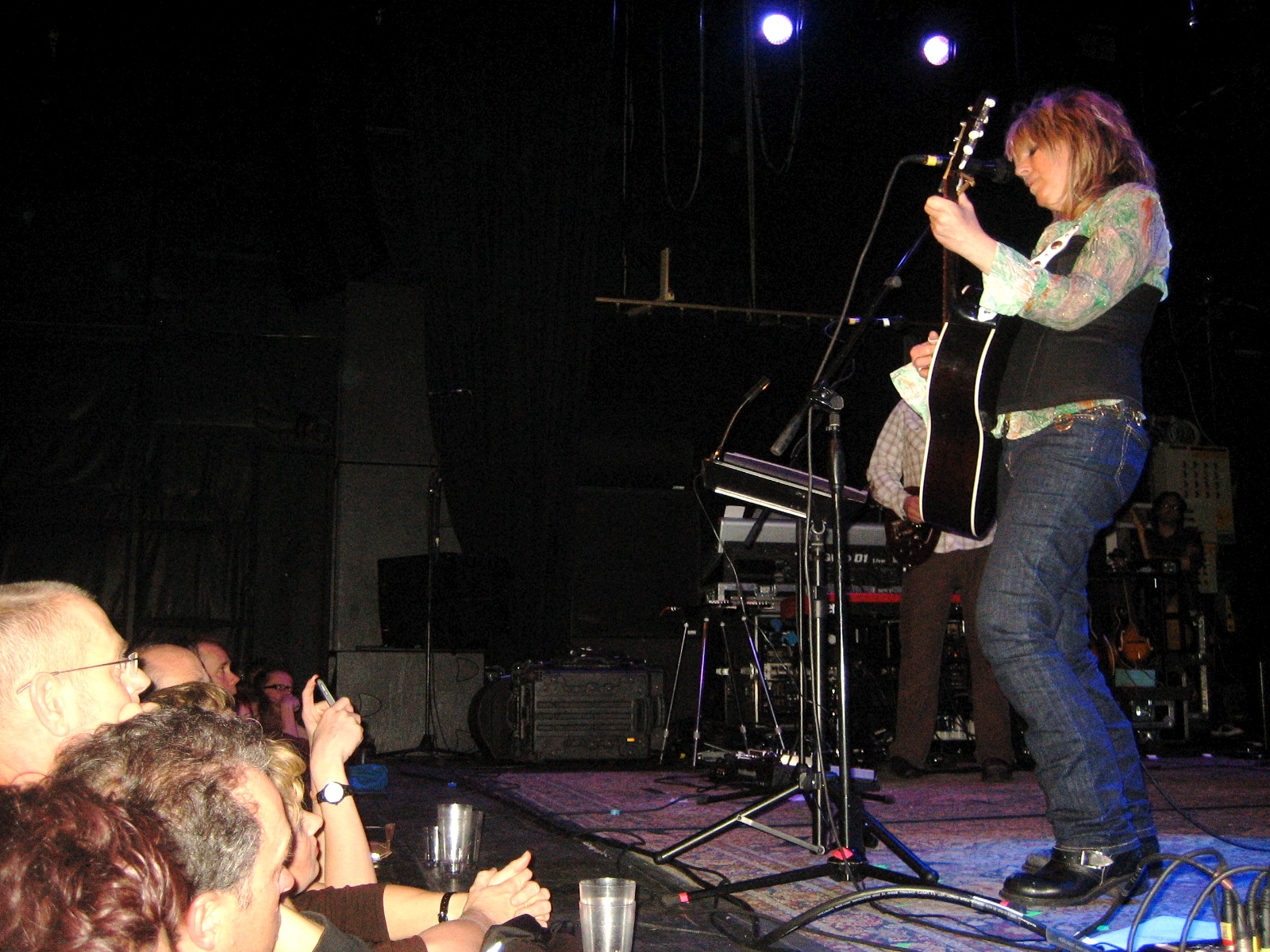
Lucinda Williams

zaterdag 10 november 2007
- Story Box (NL) k
- Danni Leigh (USA) g
- Noblues (NL) k
- Dolorean (USA) g
- Shannon Lyon (Can) k
- Ian Siegal (UK) g
- Califone (USA) k
- Lucinda Williams (USA) g
- Nathan Hamilton & Band (USA) k

### Roots of Heaven presents
- 2 oktober 2008: American Music Club (USA), Ben Weaver (USA), Elliott Brood (CAN) k
- 10 juli 2009: Susan Tedeschi (USA) k
- 28 november 2009: Lightning Dust (CAN), Anne Soldaat (NL), The Shaky Hands (USA), The Horse Company (NL), Gurf Morlix (USA) k, Charly Cruz & The Lost Souls (NL) c
- 1 december 2010: Elf Power (USA), Madeline Adams (USA) k
- 10 februari 2011: Dolorean (USA), Ben Weaver (USA) k

### Roots of Heaven X
Na een lange periode van afwezigheid wordt op zondag 12 februari 2017
in samenwerking met popmagazine Heaven de traditie voortgezet.
- Nathan Bell (USA) k
- Henk & Melle (NL) c
- Daniel Meade & Lloyd Reid (SCO) k
- The Watchman (NL) c
- Tim Knol (NL) k
- The Black Lillies (USA) k
- broeder Dieleman (NL) c
- Luke Winslow-King (USA) k
- James McMurtry & Band (USA) k
- Blue Flamingo (DJ)
- Host: Mr. Weird Beard

### Roots of Heaven 2018
6 april 2018
- Blitzen Trapper
- Douglas Firs
- Baptiste W. Hammon

### Roots of Heaven 2019
vrijdag 12 april 2019
- Ryley Walker
- Dan Stuart Trio
- Nicola Atkins
- The Brother Brothers
- Eerie Wanda

### Het festival van 2020
Als gevolg van COVID-19 werd het concert afgelast.

### Roots of Heaven festival 2022
Weer in samenwerking met popmagazine Heaven
- Flamin' Groovies
- Ryley Walker
- Anne Soldaat
- Jimmy Diamond

## Andere Americana-festivals
- Blue Highways
- Ramblin' Roots
- Take Root